# Meteorites
Meteorites è il dodicesimo album in studio del gruppo musicale britannico Echo & the Bunnymen, pubblicato nel 2014.

## Tracce
1. Meteorites – 5:12
2. Holy Moses – 3:43
3. Constantinople – 4:55
4. Is This a Breakdown? – 3:56
5. Grapes Upon the Vine – 3:37
6. Lovers On the Run – 4:46
7. Burn It Down – 3:57
8. Explosions – 4:37
9. Market Town – 7:38
10. New Horizons – 5:26

## Formazione
Gruppo
- Ian McCulloch - voce, chitarra, basso, percussioni
- Will Sergeant - chitarra, percussioni

Altri musicisti
- Youth - basso